# Andrenosoma fulvicaudum
Andrenosoma fulvicaudum is een vliegensoort uit de familie van de roofvliegen (Asilidae). De wetenschappelijke naam van de soort is voor het eerst geldig gepubliceerd in 1823 door Say.